# Lausanne (distrikt)
District de Lausanne är ett av de tio distrikten i kantonen Vaud i Schweiz. 

## Indelning
Distriktet består av 6 kommuner:
| Vapen                 | Namn                  | Invånare 2023-12-31 | Yta i km² |
| --------------------- | --------------------- | ------------------- | --------- |
| Cheseaux-sur-Lausanne | Cheseaux-sur-Lausanne | 4 841               | 4,58      |
| Epalinges             | Epalinges             | 9 919               | 4,57      |
| Jouxtens-Mézery       | Jouxtens-Mézery       | 1 493               | 1,93      |
| Lausanne              | Lausanne              | 144 160             | 41,38     |
| Le Mont-sur-Lausanne  | Le Mont-sur-Lausanne  | 9 272               | 9,80      |
| Romanel-sur-Lausanne  | Romanel-sur-Lausanne  | 3 991               | 2,88      |

Samtliga kommuner i distriktet är franskspråkiga.